# زبان برنامه‌نویسی سطح بسیار بالا
یک زبان برنامه‌نویسی سطح بسیار بالا (به انگلیسی: Very high-level programming language) ( ) یک زبان برنامه‌نویسی با سطح انتزاع بسیار بالایی است که در درجۀ اول به عنوان یک ابزار بهره‌وری برنامه‌نویس حرفه‌ای استفاده می‌شود.
VHLL-ها معمولاً زبان‌های خاص دامنه هستند که به یک برنامۀ کاربردی، هدف یا نوع کار بسیار خاص محدود می‌شوند و اغلب زبان‌های برنامه‌نویسی اسکریپت‌نویسی (به‌ویژه زبان‌های افزونه) هستند که یک محیط خاص را کنترل می‌کنند. به همین دلیل، زبان‌های برنامه‌نویسی سطح بسیار بالا اغلب به عنوان زبان‌های برنامه‌نویسی هدف‌گرا شناخته می‌شوند.
VVL یک زبان برنامه‌نویسی واقعی نیست. پس سعی نکنید آن را دانلود کنید.  اصطلاح VHLL در دهۀ 1990 میلادی برای زبان‌هایی استفاده می‌شد که امروزه بیشتر به آن‌ها زبان‌های برنامه‌نویسی سطح بالا (نه «بسیار») گفته می‌شود و برای اسکریپت‌نویسی استفاده می‌شوند، مانند پرل، پایتون، روبی و ویژوال بیسیک.  